# Aus meinem Tagebuch
Aus meinem Tagebuch ist das dritte deutsche Studioalbum des deutschen Liedermachers Reinhard Mey und erschien 1970 bei Intercord.

## Inhalt
In dem Eingangsstück Die Ballade vom Pfeifer wird die Western-Film-Produktion parodiert.
Einen kritischen Blick auf die Politik wagt das Lied Vertreterbesuch.  Mey bittet einen Globus-Vertreter, im Jahr 2003 erneut bei ihm zu erscheinen und hofft dadurch, dass sich in den 33 Jahren die Grenzstreitigkeiten gelegt haben, sodass es sich lohnt, einen Globus zu kaufen.
Liebeslieder sind In meinem Garten, Du, meine Freundin, Das Lied von der Spieluhr und Noch einmal hab’ ich gelernt.
Im Lied Aus meinem Tagebuch besingt Mey die Wehmut der Gastarbeiter und in Komm, gieß’ mein Glas noch einmal ein verarbeitet Mey Erinnerungen. In der Trilogie auf Frau Pohl rechnet Mey mit der Vermieterin während seiner Studentenzeit ab, die ihm ein Zimmer in Berlin SO 36 untervermietete.
Abgesang,  Wirklich schon wieder ein Jahr und Grüß dich, Gestern sind besinnliche Stücke zwischen Lebensfreude und Todesahnung.

## Titelliste
1. Die Ballade vom Pfeifer – 3:43
2. In meinem Garten – 3:32
3. Du, meine Freundin – 2:56
4. Abgesang – 3:00
5. Vertreterbesuch – 2:27
6. Trilogie auf Frau Pohl – 5:25
7. Aus meinem Tagebuch – 3:02
8. Das Lied von der Spieluhr – 3:39
9. Noch einmal hab’ ich gelernt – 2:43
10. Wirklich schon wieder ein Jahr – 2:58
11. Komm, gieß’ mein Glas noch einmal ein – 4:15
12. Grüß dich, Gestern – 3:01

## Auszeichnungen
Das Album erhielt Gold.